# Warcq (Ardenne)
Warcq è un comune francese di 1 336 abitanti situato nel dipartimento delle Ardenne nella regione del Grand Est.

## Società

### Evoluzione demografica
Abitanti censiti